# فرقة يوروم
فرقة يوروم (بالتركيةGrup Yorum) وكلمة يوروم تعني تفسير أو تعليق في اللغة التركية) وهي فرقة موسيقية تركية ذات توجهات يسارية اشتراكية.أصدرت حتى الآن عشرين ألبومات منذ عام 1987. حظرت حفالتها والبوماتها على مدى عدة سنوات، وتعرض بعض من أعضائها للاعتقال والتعذيب. رغم الحظر الذي كان مفروض على الفرقة، بقيت البومات الفرقة تباع بشكل جيد في تركيا ودولياً. وقد أقامت الفرقة عدة حفلات خارج تركيا في ألمانيا، النمسا، أستراليا، فرنسا، إيطاليا، هولندا، بلجيكا، الدنمارك، المملكة المتحدة واليونان وسوريا لبنان. تقوم الفرقة بنشر قضايا المجتمع ومحاربة الرأسمالية عن طريق الفن والثقافة والأدب واصدرت مجلة الموسيقى بعنوان تافير Tavir.

## التاريخ
أسست الفرقة على يد أربعة طلاب جامعين هواة عام 1985 , ونشأت بعد الانقلاب العسكري في تركيا في 12 ايلول. تتهم الحكومة التركية فرقة يوروم بأنها مرتبطة بحزب التحرير الشعبي الثوري المحظور، الفرقة لا تنتمي رسمياً لأي حزب سياسي ولكن أغلب مشجعينها وأعضائها ينتمون إلى توجهات يسارية تحررية، وبالرغم من أن الفرقة تعرضت على مدى تاريخها إلى المضايقات ومصادرة البوماتها من قبل السلطات، ولكنها تعد من أكثر الفرق مبيع لابلوماتها داخل تركيا.أقامت الفرقة حفل الذكرى ال25 عام على تأسيسها في 12 يونيو 2010 في ملعب إينونو، موطن نادي بشكتاش الرياضي. وحضر الحفل حوالي 55,000 متفرج.

## روابط خارجية
- فرقة يوروم على موقع ميوزك برينز (الإنجليزية)
- فرقة يوروم على موقع ديسكوغز (الإنجليزية)

## وصلات إضافية
- فيديو تعريف بالفرقة
- فرقة يوروم  على فيسبوك.
- Tavır - newspaper published by Grup Yorum